# Великий Лес (Брагинский район)
Великий Лес (бел. Вялікі Лес) — деревня в Бурковском сельсовете Брагинского района Гомельской области Беларуси.

## География

### Расположение
В 17 км на северо-запад от Брагина, 23 км от железнодорожной станции Хойники (на ветке Василевичи — Хойники от линии Калинковичи — Гомель), 134 км от Гомеля.

## Транспортная система
Транспортная связь по просёлочной, затем автомобильной дороге Брагин — Хойники.
Планировка состоит из короткой прямолинейной улицы, близкой к меридиональной ориентации. Жилые дома деревянные усадебного типа.

## История
Известна с XIX века в Речицком уезде Минской губернии. В 1908 году в Микуличской волости.
В 1930 году организован колхоз «Красное поле», работали ветряная мельница (с 1927 года) и кузница. Во время Великой Отечественной войны в мае 1943 года фашисты полностью сожгли деревню и убили 15 жителей. Согласно данным 1959 года в составе колхоза «Красный Октябрь» (центр — деревня Микуличи).
До 16 декабря 2009 года в составе Микуличского сельсовета.

## Население

### Численность
- 2004 год — 8 хозяйств, 12 жителей.

### Динамика
- 1850 год — 8 дворов, 50 жителей.
- 1897 год — 19 дворов, 124 жителя (согласно переписи).
- 1908 год — 49 дворов, 144 жителя.
- 1959 год — 92 жителя (согласно переписи).
- 2004 год — 8 хозяйств, 12 жителей.